# Program status word
Program Status Word, PSW (Слово Стану Програми, ССП) — інформація (подвійне слово) про стан програми у комп'ютерах IBM System/360, IBM System/370 та наступних моделях, яка представляє окремі спеціальні регістри ознак стану процесора і лічильник команд.
Деякі поля PSW можуть бути зчитані чи встановлені програмами, що виконуються у режимі користувача (непривілейованими); доступ до решти можливий за допомогою лише привілейованих інструкцій (зазвичай використовуються ядром операційної системи).
PSW звичайно містить:
- біти маски переривань;
- ознаку результату попередньої виконаної інструкції;
- біт режиму управління процесора (основний / розширений);
- адресу наступної інструкції процесора.

В ранніх моделях архітектури (System/360 і System/370) довжина адреси інструкції процесора становила 24 біта (16 мБайт адресного простору), а довжина PSW — 64 біт. У більш старших (пізні моделі System/370), довжина адреси інструкції становила 31 біт плюс біт режиму (режим адресації 24 біт якщо нуль; 31 біт, якщо один).
У актуальних моделях архітектури (z/Architecture), довжина адреси інструкції становить 64 біта, а довжина PSW — 128 біт.
Поля у PSW змінюються як апаратно (в результаті обчислення ознаки результату попередньої виконаної команди та адреси наступної інструкції процесора), так і програмно — в інструкціях переходу та завантаження PSW (інструкції LPSW та LPSWE — Load PSW).